# Vromb
Vromb (Alias Hugo Girard, de son vrai nom Mario Girard)  est un compositeur de musique électronique originaire de Montréal (Québec), Canada. Vromb est un artiste international depuis les années 1990. 
Acteur majeur de la scène underground électronique, Vromb crée un son unique mélange de musique industrielle, rythmique techno minimaliste, de nappes lourdes et de samples de Science-fiction. Il introduit régulièrement à ses morceaux la voix d'un personnage fictif: Professeur Heurel Gaudot.
La singularité et la puissance de Vromb se ressent particulièrement lors de ses performances Live : là ou la plupart des musiciens utilisent un ordinateur portable pour produire leur musique sur scène, Vromb crée sa musique à l’aide de synthétiseur analogique.
La plupart des albums de Vromb sont disponibles dans des packages particulièrement travaillés et raffinés comme « Épisode » sur le label Allemand Ant-Zen en 2001. Un des trois format disponible pour cet album est une épaisse box en métal travaillé incluant un vinyl 5’’, un booklet et un CD.
Depuis 1993, Vromb a sorti deux douzaine de Vinyls et de CD sur des labels réputés Allemands, Autrichiens, Canadiens, Américains et Français tels que  Ant-Zen, Hymen Records, Tesco Organisation, Klanggalerie, Angle Rec et Hushush.

## Discographie
- 1993: Jeux de terre. CD. Batarr / Tesco Organisation
- 1995: Transmodulation A.M.P. 7" Vinyl. Ant-Zen
- 1996: Le facteur humain. CD. Ant-Zen
- 1999: Périmètre 3+10. 10" Vinyl+3" CD. Ant-Zen
- 2000: Émission pilote. CD. Ant-Zen
- 2000: Émission pilote. 12" Vinyl. Hymen Records
- 2000: Rotation. 7" Vinyl. Klanggalerie
- 2001: Interlüder. CD-EP. Pflichtkauf
- 2001: Épisodes. CD / CD+5" Vinyl / 2x12"+1x7" Vinyl. Ant-Zen
- 2002: Mémoires paramoléculaires. CD. Hushush
- 2002: Le tourne-disque. 3"CD / 10" Vinyl. Ant-Zen
- 2003: Le pavillon des oiseaux / le monorail (Collaboration avec Szkieve). 7" Vinyl. Hushush
- 2003: Locomotive. 10" Vinyl. Angle Rec
- 2003: Rayons. CD / 12" Vinyl. Ant-Zen
- 2003: Jeux de terre. CD / 2x12" Vinyl. Ant-Zen
- 2004: Paradigma. CD. Fario (collaboration avec Telepherique)
- 2004: Radiocosmos. 7" Picture disc. Üne
- 2007: Sous hypnose. CD. Ant-Zen
- 2008: Le pêcheur de noyés. CD. Spectre